# Gandasari (Cikarang Barat)
Gandasari is een bestuurslaag in het regentschap Bekasi van de provincie West-Java, Indonesië. Gandasari telt 13.032 inwoners (volkstelling 2010).